# Luigi Arcangeli
Pour les articles homonymes, voir Arcangeli.
Luigi Arcangeli, né le 16 juin 1894 à Forlì, et décédé le 23 mai 1931 à Monza était un pilote automobile et un pilote motocycliste italien.
Arcangeli commence sa carrière de pilote sur les motos d'usine de Saroléa, Sunbeam, Bianchi et Moto Guzzi. Il signe plusieurs bons résultats parmi lesquels un podium au Tourist Trophy de l'île de Man mais se laisse convaincre par son ami Tazio Nuvolari de conduire des voitures. En 1928, il fait ses débuts aux Mille Miglia sur OM, puis après être passé sur une Talbot-Darracq il remporte sa première course au Circuito di Cremona sur la version 700 de la marque française, gagnant en été le Circuito di Senigallia sur une Bugatti de 2 l.
Ses bons résultats l'incitent à investir dans une Maserati 8CM qui lui permet de s'imposer au Grand Prix de Rome en 1930. Toujours en 1930, Arcangeli intègre Alfa Corse, le département compétition d'Alfa Romeo, animé par Enzo Ferrari. Bien lui en prend, car il obtient ainsi quatre victoires successives en Sport entre août et octobre avec la 6C 1750 GS: circuits des Trois Provinces, de Senigallia, et du Sud, puis Coppa della Sila. Il obtient encore des secondes places en 1930 sur le Circuit Avellino, au Tour de Sicile, au GP de Monza et à celui de Tripoli. L'AIACR, l'Association Internationale des Automobile Clubs Reconnus crée le championnat d'Europe des pilotes 1931 dont la première manche doit se tenir en Italie. Arcangeli doit prendre le volant d'une Alfa Romeo Tipo A animée par deux moteurs de six cylindres en ligne, mais il se tue aux essais,.
Son nom a été donné à une course disputée à Forlì en 1947 : le Grand Prix Luigi Arcangeli.